# Alexandra Coelho Ahndoril

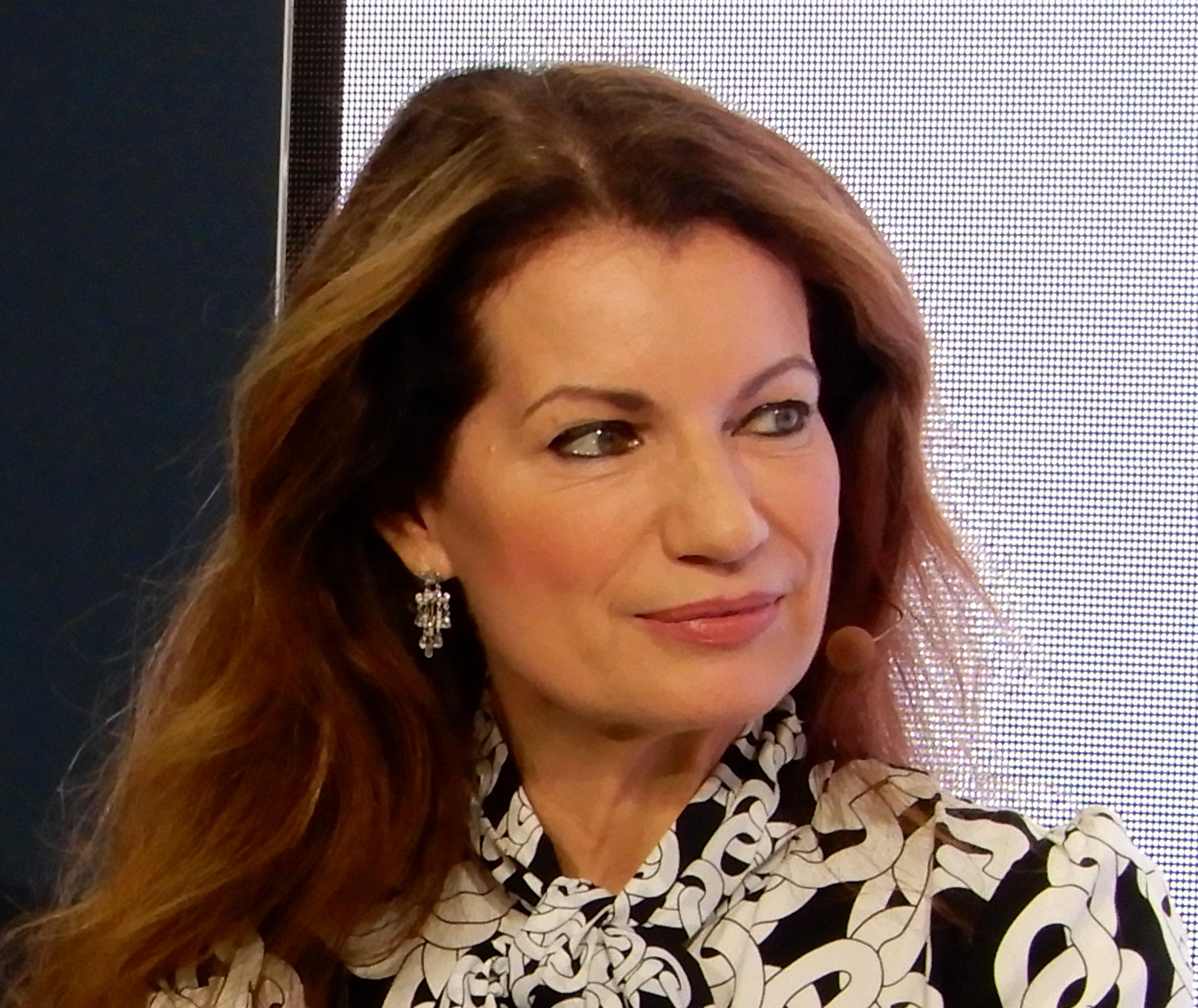
Alexandra Coelho Ahndoril på Bokmässan 2022

Pia Alexandra Coelho Ahndoril, född 2 mars 1966 i Helsingborgs Maria församling, Malmöhus län, är en svensk författare som även skriver litteraturkritik i Göteborgs-Posten och Dagens Nyheter. Hon är gift med Alexander Ahndoril, med vilken hon även författar böcker under pseudonymen Lars Kepler.

## Biografi
Alexandra Coelho Ahndoril växte upp i Helsingborg, med en svensk far och en portugisisk mor. Hon intresserade sig tidigt för teater och arbetade som ung vid Helsingborgs stadsteater och i fria teatergrupper. Hon deltog i National Academy of Mime and Acting i Stockholm och kom in på Teaterhögskolan i Stockholm 1992. Hon hoppade senare av utbildningen, avlade en magisterexamen i litteraturvetenskap, anställdes som doktorand vid Stockholms universitet och började skriva en avhandling om den portugisiska poeten Fernando Pessoa. Hon skrev tre historiska romaner innan hon började skriva i samarbete med maken. De har tre döttrar.

## Författarskap
Som författare har Ahndoril flera havererade romanprojekt bakom sig, men hennes debut 2003 med Stjärneborg, en roman om Tycho Brahes livsgärning, blev framgångsrik. Romanen var en del i en romanserie i tre delar om personer som påverkat historien på olika sätt. Andra delen, Birgitta och Katarina, kom 2006 och behandlar Heliga Birgitta.
År 2009 fullbordades serien med romanen Mäster, som handlar om den socialistiske agitatorn August Palm. Mäster har överlag fått mycket bra kritik, bland annat gav Gomorron Sveriges bokrecensent Magnus Utvik romanen betyget fem och Lennart Bromander i Aftonbladet berömde "rikedomen, värmen, färgerna och rytmen i Alexandra Coelho Ahndorils språk, som skapar oss en ny bild av August och Johanna Palm."
Tillsammans med sin make har Ahndoril skrivit flera böcker under pseudonymen Lars Kepler. Dessa inkluderar Hypnotisören, Paganinikontraktet och Eldvittnet.

## Priser och utmärkelser
- 2004 – Katapultpriset för Stjärneborg
- 2004 – Albert Bonniers stipendiefond för yngre och nyare författare
- 2009 – Stipendium ur Gerard Bonniers donationsfond
- 2010 – ABF:s litteratur- & konststipendium

## Teater

### Roller
| År   | Roll    | Produktion                                        | Regi         | Teater                   |
| ---- | ------- | ------------------------------------------------- | ------------ | ------------------------ |
| 1992 | Mildred | Den ludna gorillan (The Hairy Ape) Eugene O'Neill | Håkan Lindhé | Helsingborgs stadsteater |